# Euceros congregatus
Euceros congregatus är en stekelart som beskrevs av Barron 1976. Euceros congregatus ingår i släktet Euceros och familjen brokparasitsteklar. Inga underarter finns listade i Catalogue of Life.